# ملاحظ الحالة

ملاحظ الحالة أو ملاحظ لينبرغر هو عبارة عن نظام يستعمل لحساب الحالة في نظام آخر وتكون مداخل المراقب هي مداخل ومخارج النظام وتكون مخارج المراقب هي حالات النظام المراد معرفة حالته. يستعمل مراقب لينبيرغر في التحكم عن طريق إرجاع الحالة.